# Slam-Poetry
Slam-Poetry (auch: Spoken Word, Spoken-Word-Poetry, Bühnendichtung, Performancepoesie o. ä.) ist eine literarische Strömung, die hinsichtlich der Gattungspoetik der Lyrik zuzuordnen ist. Obwohl charakteristische Texte verschiedentlich lyrische, epische und szenische Mittel kombinieren, werden doch mehrheitlich Verfahren der Prosodie und Metrik eingesetzt.
Diese Strömung der Dichtung ist vor allem im Umfeld von Poetry-Slam-Bühnen in die Öffentlichkeit getreten. Im Unterschied zum Begriff Poetry-Slam, der einen literarischen Vortragswettbewerb bezeichnet, ist Slam-Poetry „publikumsbezogene und live performte Literatur.“ Marc Kelly Smith, Gründer des ersten Poetry Slams und selbsternannter Slampapi, beschreibt die literarische Strömung mit den Worten:

“Slam poetry is a style of poetry that’s composed for the purpose of being performed in front of a live audience and in a competitive arena.”

„Slam-Poetry ist ein poetischer Stil, der für den Vortrag vor Publikum an einem Wettkampfschauplatz entwickelt wurde“

Entgegen der Meinung einiger Slam-Poeten äußert sich der Literaturwissenschaftler Mario Andreotti:

„Slam-Poetry ist grundsätzlich alles, was bei einem Poetry-Slam vorgetragen, performt wird.“

Andere literarische Kurzformen wie Erzählung, Satire oder Parodie, die auf Poetry-Slams performt werden, sind der Gattung Epik zuzurechnen.

## Anfänge und Entwicklung
Im Hamburger Mojo Club fanden ab 1993 Literatur-Veranstaltungen unter dem Titel „Urban Poetry“ statt, bei denen Performance-Poeten des Londoner Labels Apples & Snakes ihre Texte vorstellten. Englischsprachige Spoken-Word-Poeten wie Lemn Sissay gaben Gastspiele in verschiedenen deutschen Städten. 1995 reisten die Performance-Dichter Bob Holman und Miguel Algarin als Vertreter des New Yorker „Nuyorican Poets Café“ nach Berlin, um deutschsprachige Slam-Poeten zu einer Vortragsreise in die USA einzuladen. In den folgenden Monaten formierte sich auch im deutschsprachigen Raum ein Netzwerk von Performance-Dichtern und Literatur-Veranstaltern, die bald erste Poetry-Slam-Wettbewerbe organisierten.
Während sich in den Folgejahren viele Bühnendichter professionalisierten, fand Slam-Poetry als literarische Gattung auch jenseits des Wettbewerbsformats Eingang in den Literaturbetrieb: So sind Slam-Poetry und Performance-Poesie seit 2000 auf Literaturfestivals zu hören. Einige Bühnendichter stellten auch abendfüllende Solo-Programme vor.
Veranstaltungsreihen wie „Poetry in Motion“ (Lyrik Kabinett München), „Respect the Poets“ (Theater Konstanz und Theaterhaus Stuttgart), „Grend Slam“ (Essen) oder „Slam Revue“ (Berlin, Jena und Nürnberg) konnten sich als Präsentationsplattform für Slam-Poetry und Performance-Poesie etablieren. Die von Bas Böttcher entwickelte „Textbox“ präsentiert Slam-Poetry auf Buchmessen und in Kunstmuseen im In- und Ausland. Auch in Schulbüchern und Anthologien deutscher Lyrik („Der Neue Conrady“) sind inzwischen literarische Werke von Slam-Poeten zu finden.

## Stil und literarische Einordnung
Charakteristisch für Slam-Poetry ist die Verknüpfung von Schreib- und Vortragskunst: Liedhafte Textformen mit eingängigen Passagen werden meistens in freiem Vortrag vor Publikum präsentiert.

„Slam-Poetry ist nur vage den traditionellen Gattungen zuzuordnen, sie enthält vielmehr innerhalb von Einzeltexten bzw. im Genre allgemein eine Verbindung prosaischer, lyrischer und dramatischer Formen. Durch die zahlreichen rhythmischen, verdichteten und klangbetonten Texte zeigt Slam-Poetry, dass die lyrischen, aber auch dialogisch-dramatischen Formen keineswegs den Rückzug innerhalb der Gegenwartskultur angetreten haben.“

Hinsichtlich ihrer Inhalte und Motive zeigt sich diese Literatur sehr variabel. Das Themenspektrum umfasst gesellschaftliche und Beziehungskonflikte ebenso wie Mode- und Zeitgeistphänomene, Popkultur und Politik.
Die deutschsprachige Slam-Poetry kann mit verschiedenen Bewegungen der Literaturgeschichte in Verbindung gebracht werden:
- Dadaismus[14] und Lautgedicht: 1916 führte Hugo Ball im Cabaret Voltaire erstmals sogenannte Klanggedichte auf, auf die das zeitgenössische Publikum mit starken Emotionen reagiert haben soll.[15] Über die neuartige Bedeutung der Stimme in der Literatur schrieb Ball:

„Das laute Rezitieren ist mir zum Prüfstein der Güte eines Gedichts geworden, und ich habe mich (vom Podium) belehren lassen, in welchem Ausmaße die heutige Literatur problematisch, das heißt am Schreibtische erklügelt und für die Brille des Sammlers, statt für die Ohren lebendiger Menschen gefertigt ist.“

- Ende der 1950er Jahre entdeckten deutschsprachige Avantgarde-Schriftsteller wie Franz Mon, Oskar Pastior oder Ernst Jandl die Stilmittel der dadaistischen Bühnenpoesie wieder.[16] Michael Lentz, deutscher Slam-Meister 1998, veröffentlichte 1999 eine zweibändige Dissertation zu Lautpoesie/-musik nach 1945.
- Etwa gleichzeitig formierte sich in den USA die Beat Generation: Autoren wie William S. Burroughs suchten nach neuen Ausdrucksformen für ihre Literatur, so beispielsweise bei einer Lesung in der Six Gallery (einem sogenannten poetry-jamming) in San Francisco, bei der Allen Ginsberg zum ersten Mal sein Gedicht Howl vortrug.
- Mit dreißig Jahren Verzögerung wirkten die Beatniks auf den deutschsprachigen Social Beat, eine literarische Underground-Bewegung der 1990er Jahre, die auch von Autoren wie Charles Bukowski, Jörg Fauser oder Thomas Kling beeinflusst war, der selbst an Poetry-Slams teilgenommen hat.[17] Viele Social-Beat-Aktivisten sind heute in der Poetry-Slam-Szene aktiv.[18]
- Oral Poetry bezeichnet kulturgeschichtlich frühes mündliches Erzählen und mündlich überlieferte Literatur: Dazu zählen Erzähllieder, Epen und improvisierte Gesänge. Auch hier lassen sich bereits „häufige Wiederholungen, einfache Melodienmodelle und bestimmte metrische Formen“[19] beschreiben, wie sie auch die Slam-Poetry prägen. Ähnlich sieht Steffi Gläser „reduzierte Komplexität auf der Ebene der Erzählstruktur, der Syntax und der Wortwahl sowie die Gliederung langer Passagen durch Parallelismen“ als bezeichnend für Slam-Poetry.[20]
- Auch Pop-Literatur wurde mit Slam-Poetry verglichen und davon abgegrenzt. Petra Anders verteidigt das Format Poetry-Slam im Gegensatz zu Pop als kommunikativ und produktionsorientiert:

„Im Gegensatz zur Popliteratur stellt Slam-Poetry einen produktiven Akt […] dar: In einer adressatenorientierten, dramaturgisch gestalteten Inszenierung wird in Slam-Texten das popliterarische Archiv der Marken und Konsumartikel ironisch gebrochen. Die Selbstinszenierung des Ich-Erzählers in Pop-Romanen weicht der Übernahme einer Sprecherrolle […], auch Tendenzen der Wertungslosigkeit in der Popliteratur werden enttarnt, ohne dass Slam-Poetry moralisierend angelegt wäre. Um Gegenwart zu reflektieren, bedient sich Slam-Poetry durchaus humoristischer Mittel, vor allem der Ironie […] und fordert […] aktive Teilhabe an kultureller und gesellschaftsbezogener Praxis.“

- Der Begriff Spoken Word beschreibt eine Form mündlich vorgetragener Lyrik aus der Tradition der Oral Poetry, die sich in den frühen 1990er Jahren zuerst in der afroamerikanischen Subkultur verbreitete: Von Hip-Hop und Rap abstammend, war Spoken Word dort sozialkritisch und anti-akademisch getönt. Heute umfasst Spoken Word alle Arten performativer Lyrik oder Prosa, also auch Beiträge auf Poetry-Slam-Bühnen.[22] Boris Preckwitz versucht, die US-amerikanischen Performance Poems des Spoken Word mit Goethes Definition der Ballade zu fassen:[23] Goethe sah die Ballade als „lebendiges Ur-Ei“[24] der Dichtung, in der die später getrennten Gattungen Lyrik, Epik und Drama noch vereint waren.

### Poetry-Slam als literarische Gattung?
Die kulturwissenschaftliche Forschung argumentiert, dass es sich bei Slam-Poetry weniger um eine literarische Gattung, als um eine Kunstform handelt, die sowohl literarische als auch nichtliterarische Aspekte vereinigt: Die dominanten Performance- und Wettkampfaspekte stehen (so Florian Baum) beispielsweise in der Tradition des klassisch-antiken Dichterwettstreits und weisen enge Bezüge zur Rhetorik auf.

## Autoren und Werke

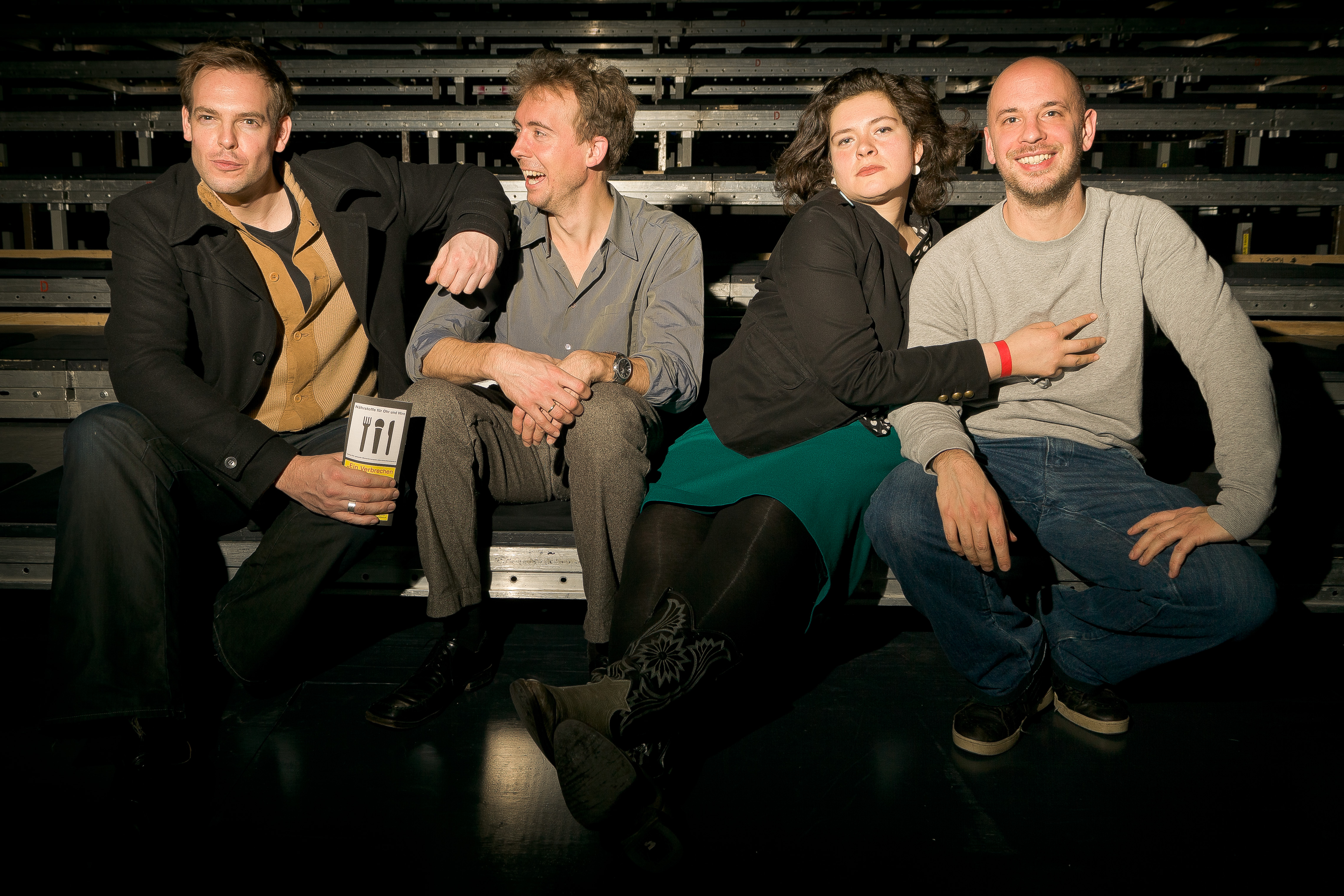
(v. l. n. r.:) Slam-Poeten Bas Böttcher, Timo Brunke, Nora-Eugenie Gomringer und Dalibor Markovic nach der Veranstaltung Definition of a Bombastic Slam Poetry (Zürich, 2010)

Viele Autoren fanden über die Foren der Spoken-Word-Szene die Möglichkeit, ihre jeweils individuelle Sprachkunst und Poetik zu präsentieren und weiterzuentwickeln, wobei je nach individuellem Hintergrund verschiedene Wege im Literatur-, Musik- oder Kabarettbetrieb eingeschlagen wurden. Verstärkt seit dem Jahre 2000 sind Autoren mit literarischen Publikationen in Buch- und CD-Form oder eigenen Bühnenprogrammen hervorgetreten, darunter Bas Böttcher (Dies ist kein Konzert), Timo Brunke (All das. All diese Dinge), Alex Dreppec (Die Doppelmoral des devoten Despoten), Fiva & Radrum (Kopfhörer), Nora-Eugenie Gomringer (Sag doch mal was zur Nacht), Jürg Halter (Ich habe die Welt berührt), Dirk Hülstrunk (antikörper antibodies), Till Müller-Klug (Die sprechende Droge), Sebastian Krämer (Schlaflieder zum Wachbleiben), Michael Lentz (Ende gut. Sprechakte), Mieze Medusa und Markus Köhle (Doppelter Textpresso, Sprechknoten) oder Boris Preckwitz (szene.leben). Für den Prosastil stehen unter anderem Autoren wie Micha Ebeling (Restekuscheln), Volker Strübing oder Tina Uebel. Näher am Genre Comedy stehen Autoren wie Philipp Scharrenberg, Florian Cieslik (Jenseits von Edeka) oder Sebastian23.